# Taeko Onuki
Taeko Onuki (大貫 妙子, Ōnuki Taeko) (Suginami, 28 november 1953) is een Japanse singer-songwriter.

## Discografie

### Studioalbums (selectie)
- Grey Skies (1976)
- Sunshower (1977)
- Cliche (1982)
- A Slice of Life (1987)
- Drawing (1992)
- Tchou (1995)
- Attraction (1999)
- Note (2002)
- One Fine Day (2005)
- UTAU (2010, met Ryuichi Sakamoto)
- Tint (2015, met Ryota Komatsu)

### Live-albums
- LIVE '93 Shooting Star in the Blue Sky (1996)
- Taeko Onuki meets Akira Senju (2016
- Pure Acoustic 2018 (2018)

### Soundtracks
- Africa Dobutsu Puzzle (1987)
- Tokyo Biyori (1997)
- Tokyo Oasis (2011)